# Çò des d'Esteve
Çò des d'Esteve és una casa de Vielha, al municipi de Vielha e Mijaran (Vall d'Aran), inclosa a l'Inventari del Patrimoni Arquitectònic de Catalunya.

## Descripció
És un conjunt d'edificis disposats en sentit longitudinal amb la casa en primer terme, seguida de dues bordes adossades,la primera en la mateixa direcció i la segona formant "colze", en la part més alta del desnivell. D'acord amb això, l'encaix urbà, la façana principal se situa en el "penalèr" inferior, orientada a llevant, amb el xamfrà exterior escapçat a fi de facilitar la circulació, i la planta baixa elevada del nivell actual del terra, cosa que li dona un cert aire senyorial. Les obertures de fusta, destacades per la pintura vermella sobre l'arrebossat emblanquinat de fons, s'agrupen de tres en tres en les dues plantes de la façana.
La coberta d'encavallades de fusta suporta un llosat de pissarra de dos vessants, amb un "tresaigües" en el front, i una estructura graonada de "penaus" que l'articula amb les teulades de les bordes, la darrera de les quals presenta una "noa" com s'ha dit. La coberta de la casa ha estat renovada, però la de les bordes conserva els elements primitius bàsicament, amb grans lloses reforçant la "capièra". Segons indiquen les "lucanes" de "l'humarau" i la "humaneja", la segona façana és la de migdia (carrer Esteve) En aquesta banda, amb un empostissat, trobem les portes de l'estable i del "palhèr",elevada, accessible mitjançant una escala.

## Història
A mitjan segle xvi ja compareix un Joan Steba en la vila de Vielha